# Rochefort (Saint-Laurent-Rochefort)
Rochefort is een dorp in Saint-Laurent-Rochefort in de Franse gemeente Solore-en-Forez in het departement Loire. Het ligt op een hoogte, anderhalve kilometer ten noordwesten van het dorpscentrum van Saint-Laurent-Rochefort, dat in een dal ligt.

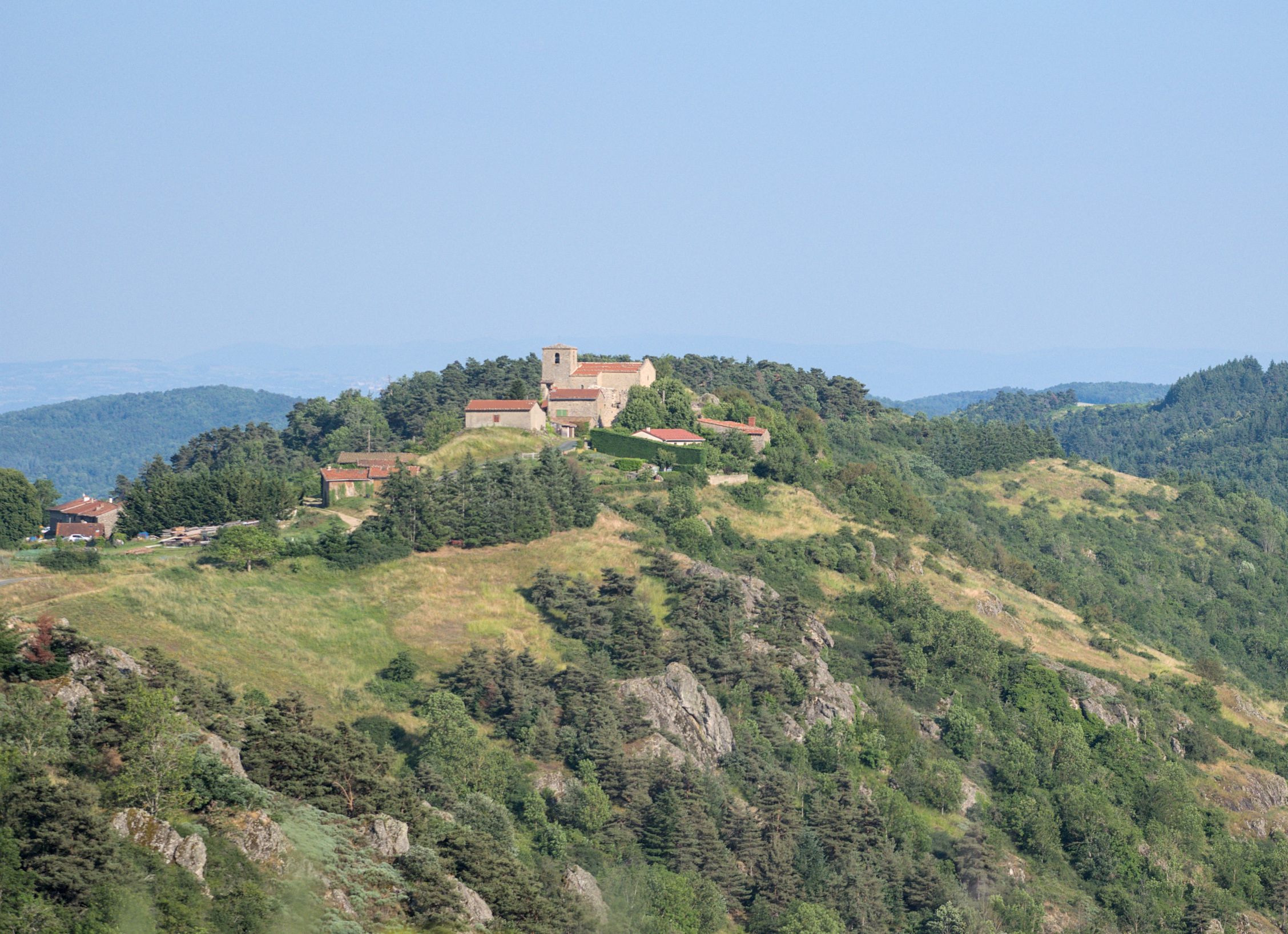
Zicht op Rochefort

## Geschiedenis
Een oude vermelding van de plaats gaat terug 1173 als Dominium castri Rocafortis en 1180 als Mandamentum de Rochaforte. Het kasteel van Rochefort werd ontmanteld in de 15de eeuw. De 18de-eeuwse Cassinikaart toont het dorpje Rochefort.
Op het eind van het ancien régime eind 18de eeuw, toen de gemeenten werden gecreëerd, werd Rochefort ondergebracht in de gemeente Saint-Laurent-Rochefort.
Met de fusie van Saint-Laurent-Rochefort in 2025 werd Rochefort mee een deel van de nieuwe gemeente Solore-en-Forez.

## Bezienswaardigheden
- De Église Saint-Médard et Saint-Loup
- Restanten van het oude kasteel

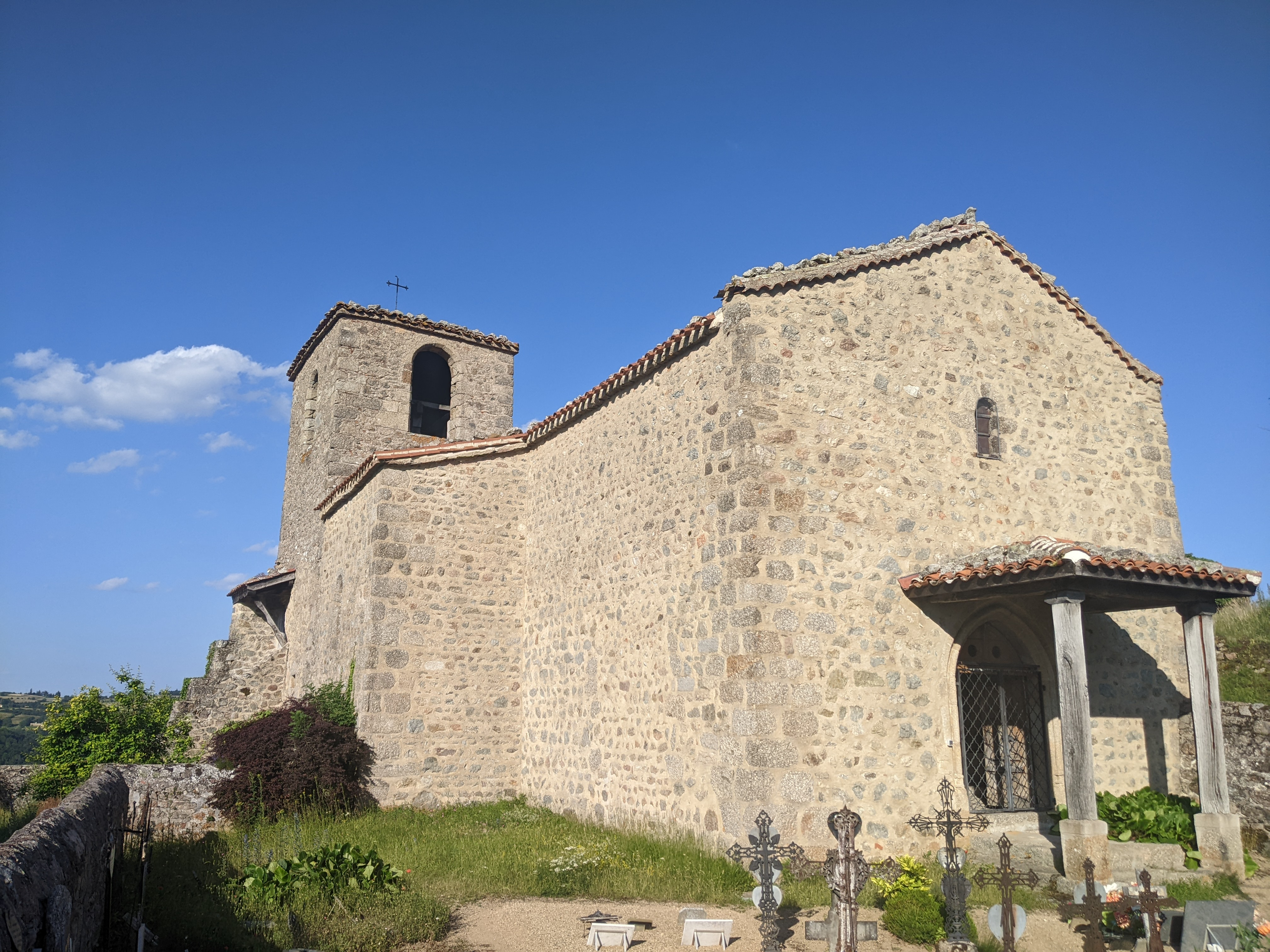
Église Saint-Médard et Saint-Loup
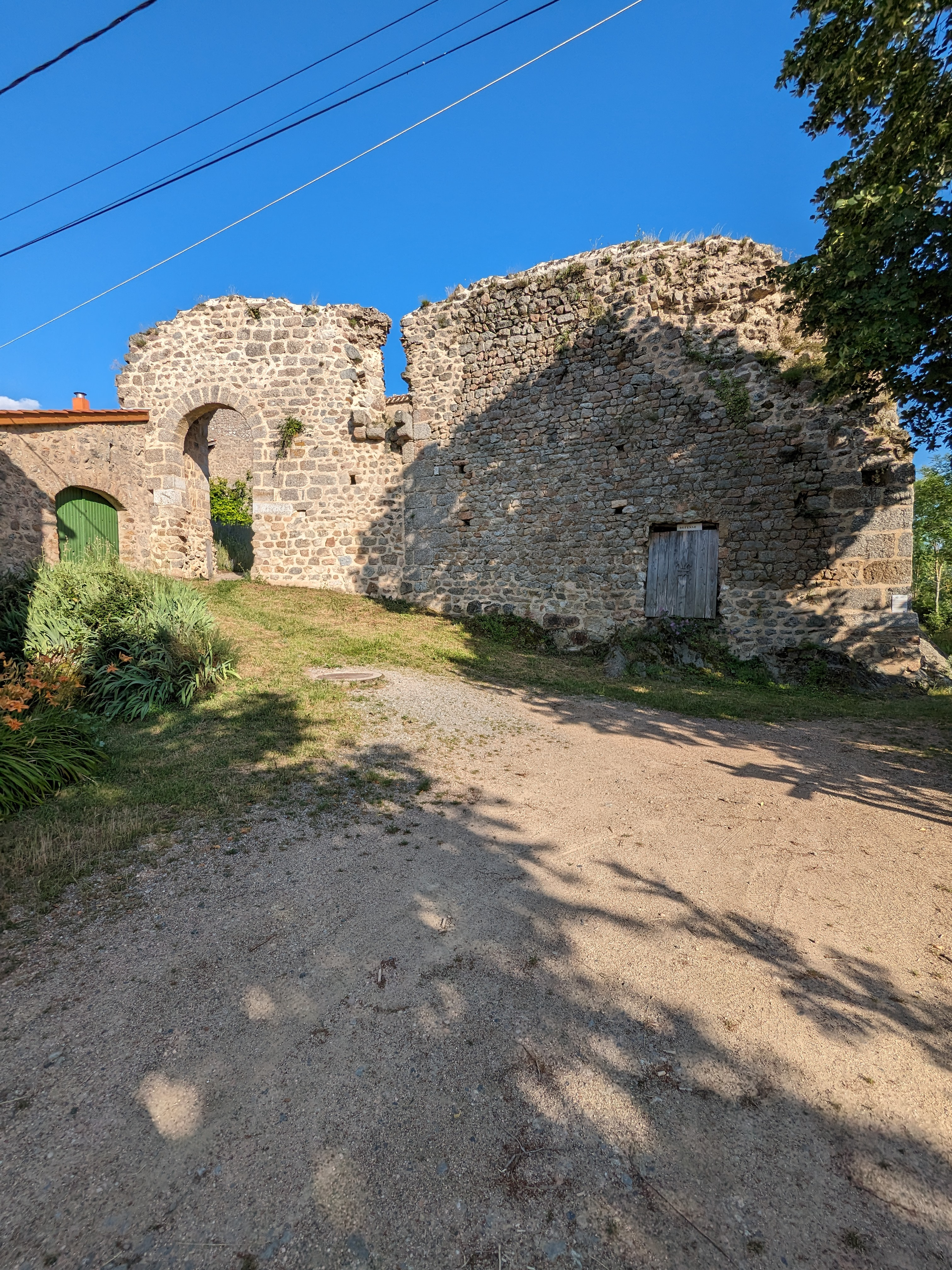
Restanten van het kasteel

Deelgemeenten: Débats-Rivière-d'Orpra · L'Hôpital-sous-Rochefort · Saint-Laurent-Rochefort

Overige plaatsen: Bruchet · Chardenat · Chazalles Bas · Chazalles Haut · Collet · Lestra · Ligeay · le Martel · le Pras · Rochefort · Serre · Vorgère